# NGC 7480B
NGC 7480B is een spiraalvormig sterrenstelsel in het sterrenbeeld Vissen. Het hemelobject werd op 11 augustus 1864 ontdekt door de Duitse astronoom Albert Marth.

## Synoniemen
- KUG 2302+022
- PGC 85377